# Матам (область)
Матам (фр. Matam) — область в Сенегалі. Адміністративний центр - місто Матам. нші великі міста - Канель, Уро-Согі, Ваунде, Тілонь, Амаді-Унаре, Сінт-Бамамбе , Семмі, Дамбанкане, Ранера. Площа - 25 083 км², населення - 572 800 чоловік (2010 рік).

## Географія
На півдні межує з областю Тамбакунда, на південному заході з областю Кафрин, на заході з областю Луга, на північному заході з областю Сен-Луї, на північному сході з Мавританією по річці  Сенегал.
Територія області належить до природно-географічних регіонів Сахель та являє собою посушливу рівнину, порослу баобабами.

## Населення і релігія
Населення переважно представлено народністю тукулер, релігія переважної більшості місцевих мешканців - іслам.

## Адміністративний поділ
Адміністративно область поділяється на 3 департаменти:

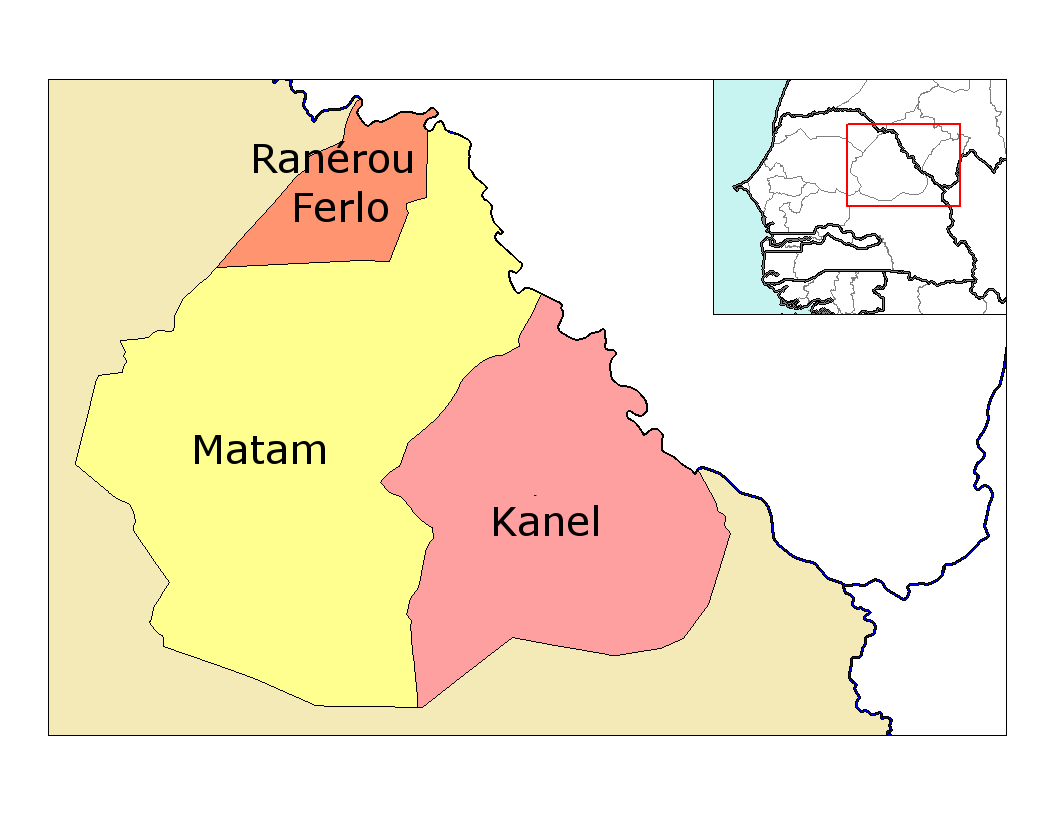
Департаменти області

- Ранеру-Ферло
- Канел
- Матам